# بتن مسلح

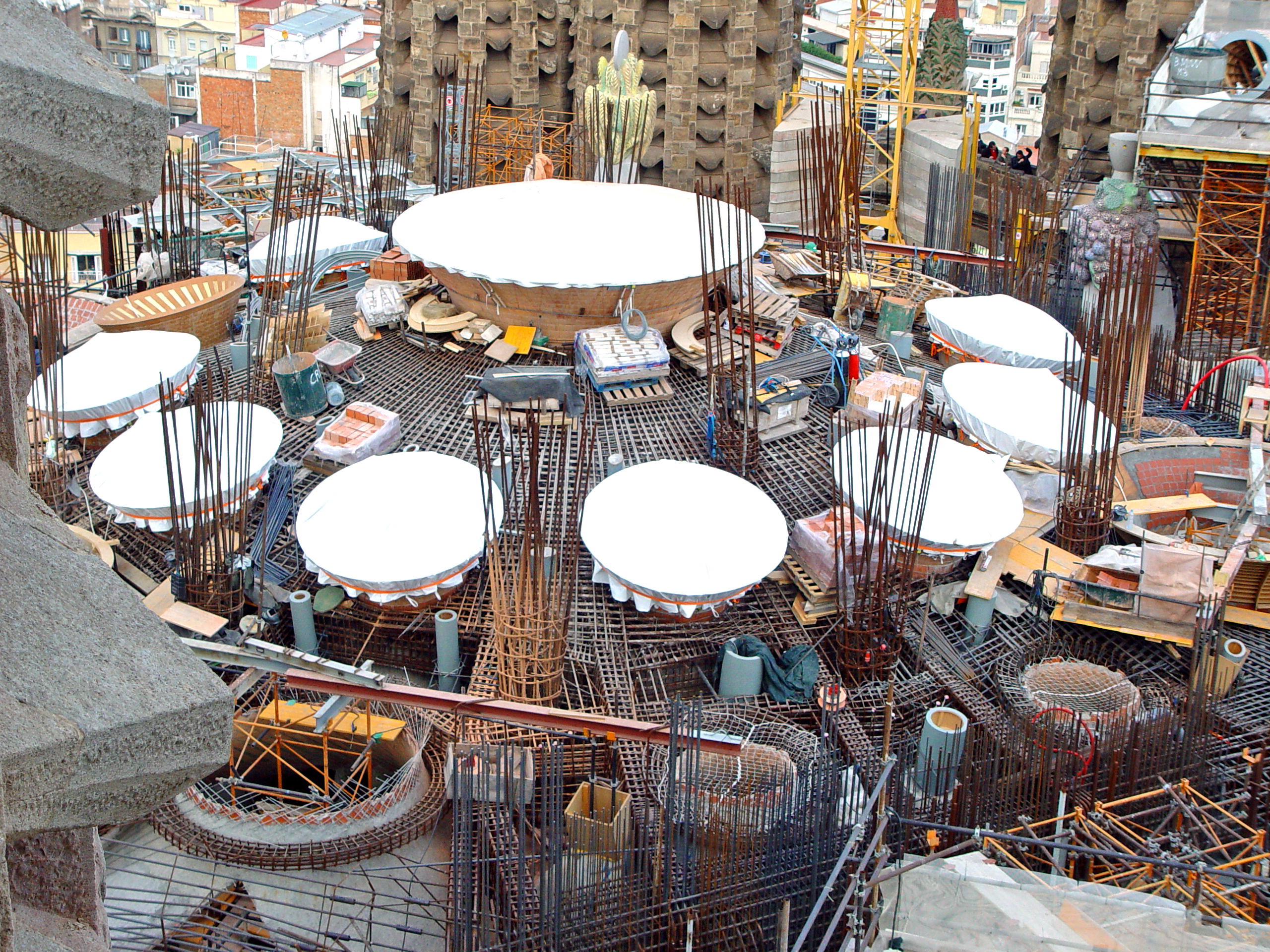
بتن مسلح

بتن مسلح یا بتن آرمه (به فرانسوی: Béton armé) به بتن مسلح شده با میلگرد (آرماتور) گفته می‌شود. برای مسلح کردن بتن از میلگردهای تقویتی، شبکه‌های توری تقویتی، صفحات فلزی یا الیاف تقویتی استفاده می شود.
هدف اصلی استفاده از بتن آرمه، واگذاری نیروهای کششی به وجود آمده در بتن به میلگردها است (به دلیل مقاومت کششی بالای میلگرد)؛ تا بدین طریق نیروهای کششی به بتن وارد نشده و سبب ترک‌خوردگی و در نهایت ازبین رفتن بتن نشود. مقاومت کششی بتن ۰٫۱ مقاومت فشاری آن است. این نوع از بتن، در سال ۱۸۴۹ توسط باغبانی فرانسوی به نام جوزف مونیر اختراع شده و در سال ۱۸۶۷ به ثبت رسید. واژه فرو بتن (به انگلیسی: Ferro Concrete) نیز تنها به بتنی اشاره دارد که توسط آهن یا فولاد تقویت شده باشد. از مواد دیگری همچون الیاف آلی و معدنی نیز می‌توان به مانند کامپوزیت‌هایی در اشکال مختلف برای تقویت بتن استفاده کرد.
بتن نیروهای فشاری را به خوبی تحمل می‌کند؛ اما در برابر نیروهای کششی ضعیف است. پس با مسلح کردن بتن، می‌توان مقاومت کششی آن را افزایش داد. علاوه بر این، کرنش شکست بتن در کشش، بسیار پایین است که با مسلح نمودن آن می‌توان دو لبه بتن ترک‌خورده را به هم نزدیک کرد. برای داشتن یک ساختمان محکم، انعطاف‌پذیر و بادوام، مواد و مصالح، تقویت‌کننده بتن باید ویژگی‌های زیر را داشته باشند:
- مقاومت بالا
- کرنش کششی زیاد
- پیوستگی مناسب با بتن
- سازگاری با حرارت زیاد
- ماندگاری بالا در محیط بتن

در بیشتر موارد، برای بالا بردن تاب بتن، از میلگردهای فولادی جهت مسلح کردن بتن استفاده می‌شود.

## تاریخچه
در آمریکا، ویلیام وارد، نخستین ساختمان بتن آرمه را در سال ۱۸۷۵ در نیویورک بنا کرد. همچنین، تادیوس هیئت، که در ابتدا یک وکیل بود، در دهه ۱۸۵۰ تجربیاتی را در مورد تیر بتن آرمه انجام داد. وی میله‌های آهنی را در ناحیه کششی تیر قرار داد و در نزدیکی تکیه‌گاه آن را به طرف بالا خم کرده و در ناحیه فشاری مهار نمود. او هم‌چنین میله‌های قائمی را در نزدیکی تکیه‌گاه‌ها برای تحمل برش به‌کار برد. هیئت در سال ۱۸۷۷ یک کتاب ۲۸ صفحه‌ای در ارتباط با موضوع تحقیقات خود منتشر کرد.
همچنین کویگنت یک مهندس فرانسوی بود و اولین کسی بود که از بتن آرمه ((béton armé)) در ساخت سازه‌های گوناگون بهره گرفت و در سال ۱۸۵۳ یک ساختمان ۴ طبقه در خیابان ۷۲ چارلز میشل که در حومه شمالی شهر پاریس و نزدیک به کارخانهٔ سیمان خانوادگیش بود را ساخت. این سازه اولین سازه بتن آرمه جهان است و توسط معمار محلی تئودور لاشز طراحی شده‌است. از کارهای دیگر کویگنت می‌توان به سیستم تأمین آب شهری پاریس اشاره کرد که معروف به aqueduct de la Vanne است.

## آرماتوربندی و واژه‌شناسی تیرها[۲]
هنگامی که تیر بتن آرمه تحت اثر لنگر خمشی قرار می‌گیرد، خمیده می‌شود، که منجر به یک انحنای کوچک می‌شود. در تارهای وجه خارجی انحنای بتن، تنش‌های کششی و در تارهای وجه داخلی انحنای بتن، تنش‌های فشاری ایجاد می‌شود.

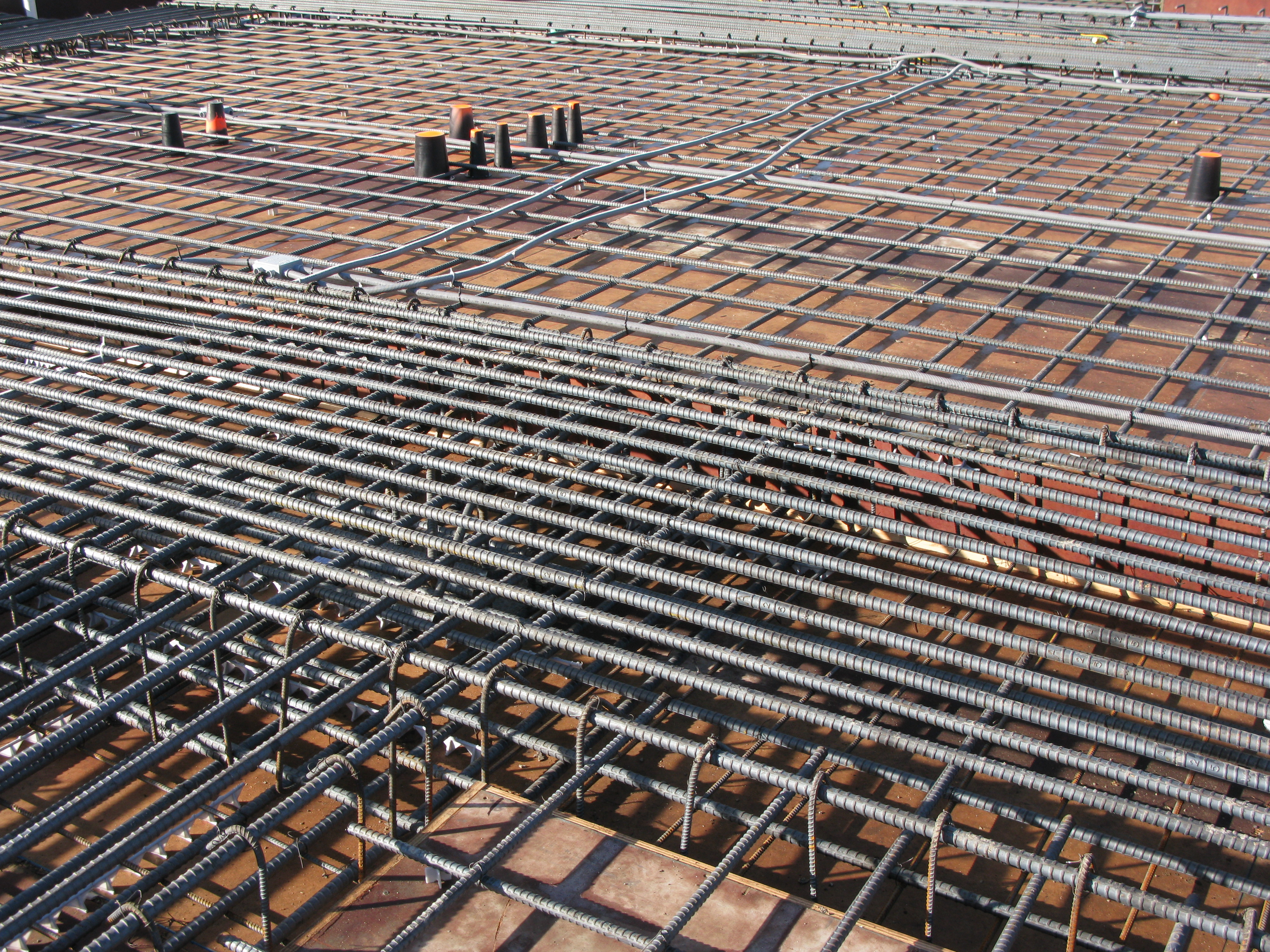
تیرهای متقاطع کف پارکینگ که در آن‌ها علاوه بر میلگردهای تقویتی، جعبه‌های اتصال و سایر اجزای الکتریکی مورد نیاز برای نصب نورپردازی فضای سرپوشیده گاراژ تعبیه شده‌اند.

تیر تقویت شده تیری است که در آن، بتن فقط در نزدیکی وجه کششی تقویت می‌شود و فولاد تقویت کننده، به نام فولاد کششی، برای مقاومت در برابر کشش طراحی شده‌است.
تیر دوبل تقویت شده تیری است که در آن، علاوه بر فولاد کششی، بتن در نزدیکی وجه فشاری نیز تقویت شده‌است تا به بتن در مقاومت در مقابل تنش‌های فشاری کمک کند. تقویت دوم فولاد فشاری نامیده می‌شود. وقتی که منطقه فشاری بتن برای مقاومت در برابر تنش هاری فشاری ناشی از لنگر خمشی کافی نیست، اگر محدودیت‌های معمار ی افزایش ابعاد مقطع تیر را محدود کند، تعبیه میلگرد تقویتی در ناحیه فشاری بتن لازم است.
تیر با تقویت زیر حد متعادل در منطقه کششی، تیری است که در آن ظرفیت کششی فولاد کششی کوچکتر از ظرفیت فشاری مجموعه بتن و فولاد فشاری ناحیه فشاری است. هنگامی که عضو بتن مسلح در معرض افزایش لنگر خمشی قرار می‌گیرد، قبل از این که بتن ناحیه فشاری به مرحله شکست نهایی برسد، فولاد در منطقه کششی به حد جاری شدن می‌رسد. در این مرحله همان‌طور که فولاد در منطقه کششی جاری شده و افزایش طول می‌یابد، یک " تیر با تقویت زیر حد متعادل " نیز به صورت شکل‌پذیر جاری می‌شود و تغییر شکل زیاد و هشدار قبل از شکست نهایی خود را نشان می‌دهد. در این حالت، حد جاری شدن فولاد بر طراحی حاکم شده‌است.
تیر با تقویت بالاتر از حد متعادل در منطقه کششی، تیری است که در آن ظرفیت کششی فولاد کششی بزرگتر از ظرفیت فشاری مجموعه بتن و فولاد فشاری ناحیه فشاری است. در نتیجه شکست یک " تیر با تقویت بالاتر از حد متعادل " همزمان با خرد شدن و شکست بتن ناحیه فشاری و قبل از جاری شدن فولاد در منطقه کششی به وقوع می‌پیوندد و در نتیجه هشداری قبل از شکست نهایی وجود ندارد و به یکباره اتفاق می‌افتد
تیر با تقویت حد متعادل در منطقه کششی، تیری است که در آن (ظرفیت کششی فولاد کششی برابر ظرفیت فشاری مجموعه بتن و فولاد فشاری ناحیه فشاری است. در نتیجه) هر دومنطقه فشاری و کششی همزمان به حد شکست و جاری شدن رسیده و همزمان با خرد شدن و شکست بتن ناحیه فشاری، فولاد در منطقه کششی به حد جاری شدن می‌رسد.
خطر این معیار طراحی، مانند حالت طراحی مقطع " تیر با تقویت بالاتر از حد متعادل " می‌باشد زیرا شکست به یکباره و همزمان با خرد شدن و شکست بتن ناحیه فشاری و جاری شدن فولاد در منطقه کششی، اتفاق می‌افتد و در نتیجه هشدار قابل ملاحظه‌ای قبل از شکست نهایی، به وقوع نمی‌پیوندد.
اعضای بتن آرمه خمشی به‌طور معمول باید زیر حد متعادل در منطقه کششی طراحی شوند تا کاربران سازه، هشدار گسیختگی و شکست پیش‌بینی شده را دریافت کنند.
مقاومت مشخصه، مقاومت یک ماده است که کمتر از ۵٪ از نمونه‌ها، مقاومت کمتراز آن را نشان می‌دهد.
مقاومت طراحی یا مقاومت اسمی، مقاومت مصالح است، همراه با در نظر گرفتن یک ضریب اطمینان مصالح. میزان ضریب اطمینان مصالح به‌طور کلی در طراحی به روش تنش مجاز از ۰٫۷۵ تا ۰٫۸۵ متغیر است.
حالت حد نهایی، نقطه تئوریک شکست با یک احتمال مشخص، تحت بارهای با ضریب و مقاومت‌های کاهش یافته، تعریف شده‌است.
سازه‌های بتن مسلح به‌طور معمول با توجه به قوانین و مقررات یا توصیه‌های یک آیین‌نامه مانند ACI-318، CEB, Eurocode 2 یا مانند آن طراحی می‌شود. روش‌های WSD, USD یا LRFD در طراحی اعضای سازه‌های بتن مسلح استفاده می‌شود. تجزیه و تحلیل و طراحی اعضای سازه‌های بتن مسلح می‌تواند با استفاده از روش‌های خطی یا غیر خطی انجام شود. در هنگام استفاده از ضرایب ایمنی، آیین‌نامه‌های طراحی ساختمان‌ها معمولاً روش‌های خطی را پیشنهاد می‌دهند، اما برای برخی از موارد، روش‌های غیر خطی پیشنهاد می‌شود. برای دیدن نمونه‌هایی از شبیه‌سازی عددی غیر خطی و محاسبات، به مراجع مربوط مراجعه کنید.

## بتن پیش تنیده
پیش تنیدگی بتن تکنیکی است که به‌طور اساسی باعث افزایش باربری تیرهای بتنی می‌شود. فولاد تقویت کننده در قسمت پایین تیر که در هنگام بهره‌برداری تحت اثر نیروهای کششی قرار می‌گیرد، قبل از اینکه بتن در اطراف آن ریخته شود، تحت کشش قرار داده می‌شود. پس از گیرش بتن، آزاد شدن تنش کششی در فولاد تقویتی باعث ایجاد نیروی فشاری در بتن می‌شود. درهنگام اعمال بارها، فولاد تقویتی تنش کششی بیشتری را تحمل می‌کند در حالیکه نیروی فشاری در بتن کاهش می‌یابد، ولی به نیروی کششی تبدیل نمی‌شود. از آنجایی که بتن همواره تحت تنش فشاری است، مسئله ترک خوردکی و شکست بتن مطرح نیست.

## حالت‌های شکست معمول بتن آرمه
شکست بتن آرمه می‌تواند به علت مقاومت ناکافی، ودر نتیجه شکست مکانیکی یا به علت کاهش پایایی آن رخ دهد. خوردگی و سیکل‌های انجماد و ذوب ممکن است سبب آسیب رسیدن به بتن مسلحی که ضعف در طراحی یا اجرا دارد، شود. هنگامی که خوردگی آرماتور اتفاق می‌افتد، اکسیداسیون (زنگ) گسترش می‌یابد و تمایل به پوسته شدن دارد، ترک خوردگی بتن وکاهش چسبندگی بین بتن و فولاد اتفاق می‌افتد. در ادامه، مکانیزم‌های معمولی که منجر به مشکلات پایایی می‌شوند، مورد بحث قرار می‌گیرند.

### شکست مکانیکی
جلوگیری از ترک خوردن مقطع بتنی تقریباً غیرممکن است؛ با این حال، اندازه و محل ترک را می‌توان توسط تقویت مناسب، اتصالات کنترل شده، روش‌های به عمل آوردن بتن و طراحی مخلوط بتن محدود و کنترل نمود. ترک خوردگی می‌تواند باعث نفوذ رطوبت و خوردگی میلگردهای تقویتی آن شود. این یک شکست حالت حدی بهره‌برداری در طراحی به روش حالات حدی است. ترک خوردگی به‌طور معمول نتیجه کافی نبودن میلگرد، یا فاصله بیش از حد میلگردها است؛ که در نتیجه بتن در زیر بارگذاری بیش از حد یا به علت اثرات داخلی مانند انقباض حرارتی اولیه درمرحله به عمل آمدن بتن ترک می‌خورد.
هنگامی که خمش یا تنش برشی بیش از مقاومت میلگردهای تقویتی است، و میلگردها به حد جاری شدن یا شکست می‌رسند، یا چسبندگی بین بتن و میلگرد شکسته می‌شود، تنش‌های فشاری در بتن بیش از مقاومت بتن می‌باشند، خرد شدن بتن رخ می دهدو شکست نهایی که منجر به فروپاشی می‌شود می‌تواند ایجاد شود.

### کربناته شدن

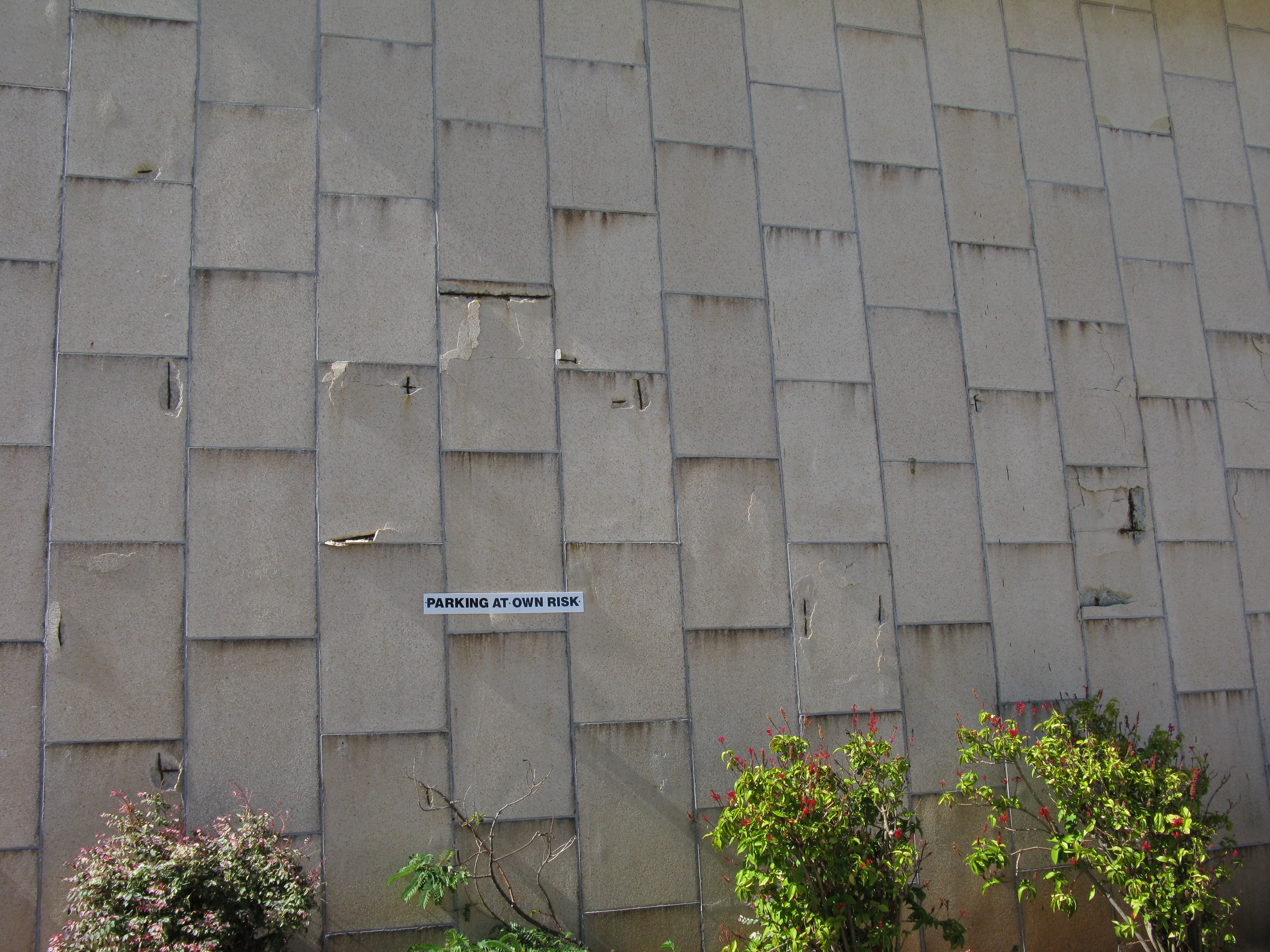
ترک خوردگی دیوار بتنی هنکامی که فولاد زنگ زده و متورم می‌شود، اتفاق می‌افتد. زنگ دارای چگالی کمتری نسبت به فولاد است، بنابراین همزمان با تشکیل زنگ، اضافه حجم پیدا کرده وباعث، ترک خوردگی پوشش‌های تزئینی از دیوار و همچنین آسیب رساندن به بتن سازه ای می‌شود. شکستن مواد از یک سطح، پوسته شدگی نامیده می‌شود.

کربناته شدن یا خنثی سازی، یک واکنش شیمیایی بین دی‌اکسید کربن موجود در هوا و هیدروکسید کلسیم و سیلیکات کلسیم هیدراته موجود در بتن است.
به‌طور معمول، هنگام طراحی یک سازه بتنی، میزان پوشش بتن روی میلگرد (عمق میلگرد درون جسم) باید تعیین شود. حداقل میزان پوشش بتن روی میلگرد به‌طور معمول توسط کدهای طراحی یا ساختمانی تنظیم می‌شود. اگر میلگرد تقویتی بیش از حد به سطح بتن نزدیک باشد، شکست سریع ناشی از خوردگی ممکن است رخ دهد. عمق پوشش بتن را می‌توان با یک وسیله اندازه‌گیر پوشش تعیین کرد.

با این حال، بتن کربناته فقط هنگامی که رطوبت و اکسیژن کافی برای ایجاد خوردگی فولاد تقویت کننده وجود داشته باشد متحمل یک مشکل پایایی می‌شود. 

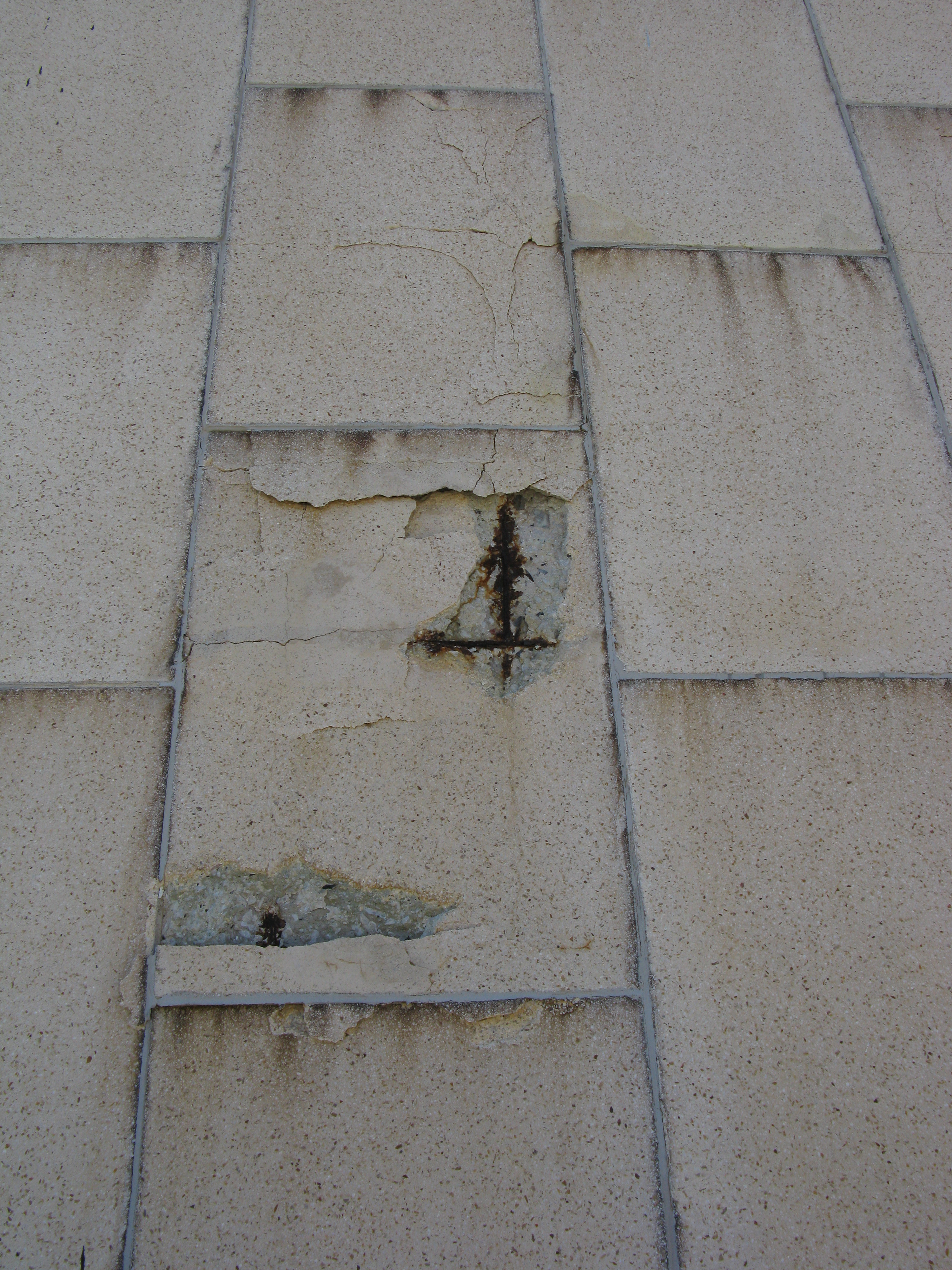
پوسته شدگی نمایی از بتن که ممکن است ناشی از کم بودن ضخامت پوشش بتن روی میلگرد فولادی همراه با ایجاد خوردگی ناشی از قرارگیری در معرض عوامل خارجی.

یک روش تست کربناتاسیون برای سازه این است که سوراخی در سطح بتن ایجاد شود و سپس سطح داخلی سوراخ را با محلول شاخص فنول فتالئین مورد بررسی قرار داد. این محلول هنگامی که در تماس با بتن قلیایی قرار می‌گیرد، صورتی رنگ می‌شود و عمق بتن کربناته را می‌توان مشاهده کرد. استفاده از سوراخ موجود، مناسب نیست زیرا سطح باز سوراخ موجود، قبلاً کربناته شده‌است.

### کلریدها
کلریدها، از جمله کلراید سدیم، در غلظت‌های به اندازه کافی بالا، می‌توانند باعث خوردگی میلگرد فولادی تعبیه شده شوند. آنیون‌های کلراید، احتمال هر دو خوردگی موضعی و خوردگی عمومی میلگردهای فولادی را تقویت می‌کنند. به همین دلیل باید برای مخلوط کردن بتن از آب شیرین یا آب آشامیدنی استفاده کنید، در عین حال باید اطمینان حاصل کنید که دانه‌های شن و ماسه حاوی کلریدها نیستند، به جز افزودنی‌هایی که ممکن است حاوی کلرید باشند.

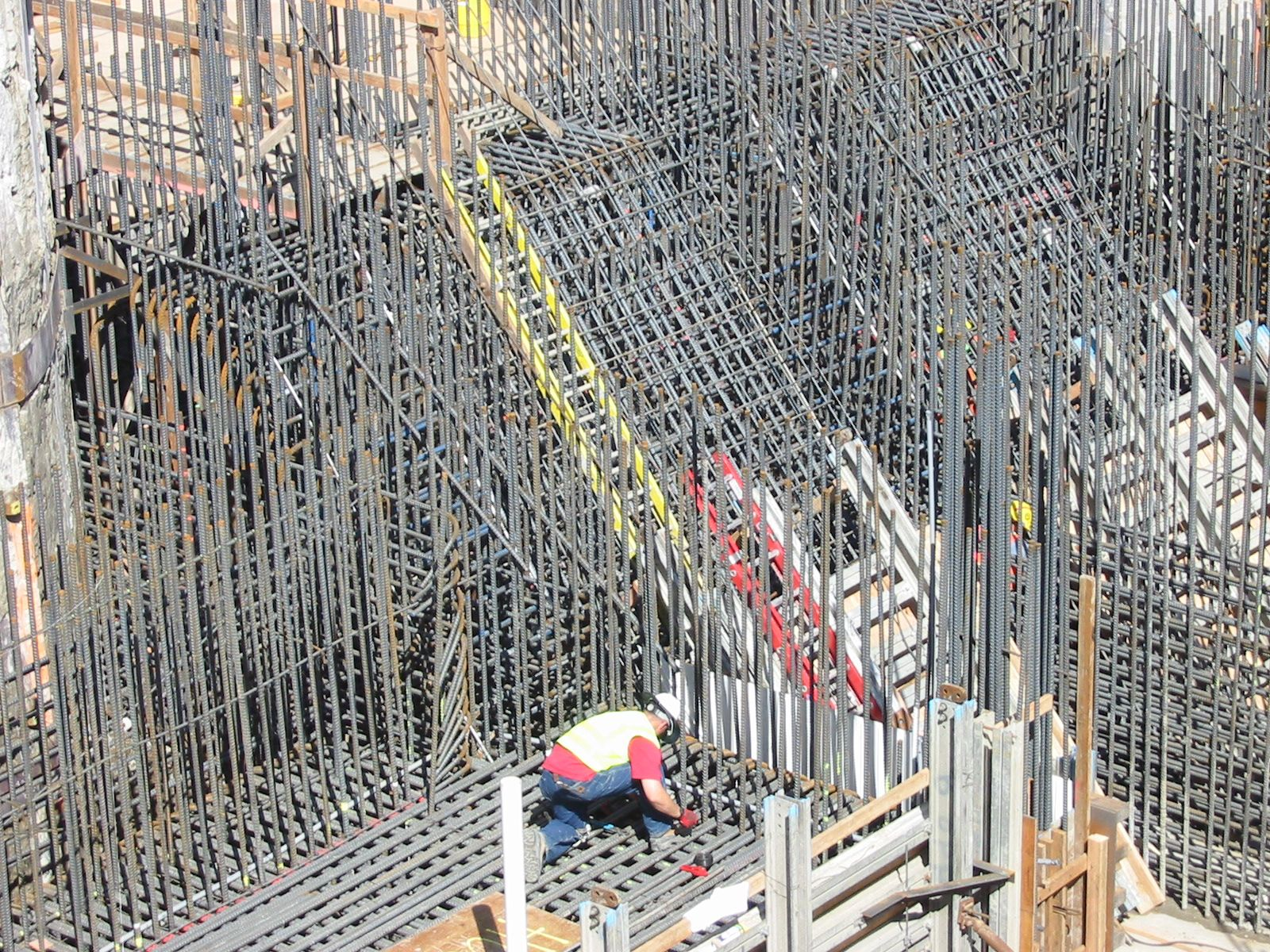
آرماتورهای شالوده و دیوارهای مرکز پمپاژ فاضلاب.

زمانی استفاده از کلرید کلسیم به عنوان یک ماده افزودنی برای افزایش سرعت گیرش بتن معمول بود. همچنین به اشتباه اعتقاد داشتند که کلرید کلسیم از انجماد بتن جلوگیری می‌کند. با این حال، هنگامی که اثرات زیان آور کلرید شناخته شد، از استفاده از کلرید کلسیم اجتناب شد.

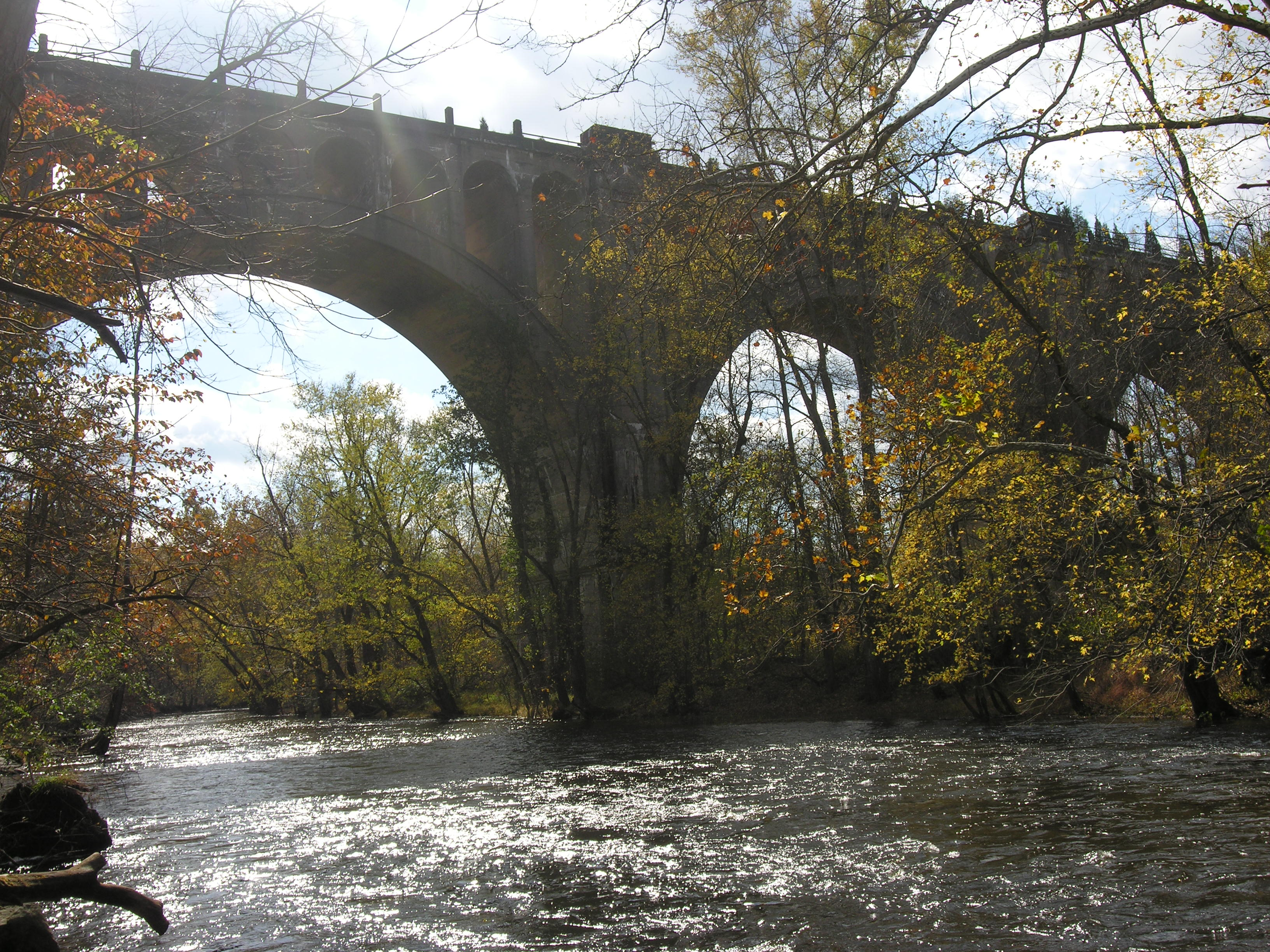
The Paulins Kill Viaduct, Hainesburg, New Jersey,این پل راه‌آهن به ارتفاع ۱۱۵ فوت (۳۵ متر) و طول ۱۱۰۰ فوت (۳۳۵ متر) است و به عنوان بزرگترین سازه‌های بتن مسلح در جهان، در سال ۱۹۱۰ که به عنوان بخشی از Lackawanna تکمیل شد، بود.

استفاده از نمک‌های ضد انجماد در جاده‌ها، که معمولاً برای کاهش نقطهٔ انجماد آب استفاده می‌شود، احتمالاً یکی از دلایل اصلی شکست زودرس عرشه پل‌های ساخته شده از بتن آرمه یا بتن پیش تنیده، جاده‌ها و پارکینگ‌ها است. استفاده از میلگردهای پوشیده شده با اندود اپوکسی و استفاده از حفاظت کاتدیک تا حدودی این مشکل را کاهش داده‌است. همچنین میلگردهای FRP (ساخته شده از پلیمرهای تقویت شده با فیبر) دارای حساسیت کمتری نسبت به کلریدها هستند. مخلوط بتن به‌طور مناسب طراحی شده که به درستی نیز به عمل آورده شده باشد، عملاً به اثرات ضد انجمادها غیرقابل نفوذ است.
منبع مهم دیگر یون کلرید، آب دریا است. آب دریا حاوی حدود ۳٫۵ درصد وزنی نمک است. این نمک‌ها شامل کلرید سدیم، سولفات منیزیم، سولفات کلسیم و بی کربنات است. در آب این نمک هابه صورت یون‌های آزاد (Na +, Mg2 +، Cl-, SO42-، HCO3-)جدا می‌شوند و با آب به داخل مویرگ‌های موجود دربتن نفوذ می کنند. یون‌های کلرید که حدود ۵۰ درصد از این یون‌ها را تشکیل می‌دهند، عامل اصلی بسیار مهاجم خوردگی میلگردهای فولادی هستند.
در سال‌های ۱۹۶۰ و ۱۹۷۰ نیز استفاده از منیزیت، یک ماده معدنی کربناتی غنی از کلرید، به عنوان کفپوش کف نسبتاً رایج بود که اصولاً برای تراز کردن کف و نیز کاهش دهنده صدا به کار می‌رفت. اگر چه در حال حاضر کشف شده‌است که وقتی این مواد با رطوبت تماس می‌یابند، به دلیل حضور کلرید در منیزیت، باعث تولید محلول ضعیف اسید هیدروکلریک می‌شوند و پس از یک دوره زمانی (به‌طور معمول دهه‌ها)، این محلول باعث خوردگی میلگردهای فولادی تعبیه شده می‌شود. این بیشتر در نواحی مرطوب یا مناطقی که به‌طور متناوب درمعرض رطوبت هستند یافت می‌شود.

### واکنش سیلیکا قلیایی
این یک واکنش سیلیس آمورف (کلسدونی، چرت، سنگ آهک سیلیسی)، که گاهی در مصالح سنگی موجود می‌باشد، درترکیب با یون هیدروکسیل (OH-) سیمان است. سیلیس ناپایدار بلورین (SiO2)، در آب قلیایی با pH بالا (۵ / ۱۲–۵ /۱۳) حل می‌شود و جدا می‌شود. اسید سیلیسیک تشکیل شده محلول در آب حفره ای، با هیدروکسید کلسیم (Portlandite) موجود در خمیرسیمان واکنش نشان داده و هیدرات کلسیم سیلیکات گسترده (CSH) تشکیل می‌شود. واکنش سیلیکا قلیایی (ASR) موجب تورم موضعی می‌شود که باعث ایجاد تنش کششی و ترک خوردگی است. شرایط مورد نیاز برای وقوع واکنش سیلیکا قلیایی سه چیزاست: (۱) مصالح سنگی حاوی ترکیبات قلیایی واکنش پذیر (سیلیس آمورف)، (۲) حضور کافی یون‌های هیدروکسیل (OH-)، و (۳) رطوبت کافی، رطوبت نسبی بالاتر از 75% (RH) درون بتن. این پدیده گاهی اوقات به عنوان «سرطان بتن» شناخته می‌شود. این واکنش به‌طور مستقل از حضور میلگرد اتفاق می‌افتد؛ سازه‌های بتنی سنگین مانند سدها می‌توانند تحت تأثیر قرار گیرند.

### دگرگونی سیمان حاوی آلومینای بالا
سیمان حاوی آلومینای بالا در برابر اسیدهای ضعیف و به ویژه سولفات‌ها مقاوم است، این سیمان به سرعت به عمل می‌آید و دارای پایایی بسیار بالا و مقاومت بسیار زیاد است. بعد از جنگ جهانی دوم، این سیمان غالباً برای ساخت اجزاِ پیش ساخته بتنی مورد استفاده قرار گرفت. با این حال، می‌تواند مقاومت خودرا با گرما یا زمان (دگرگونی)، به ویژه هنگامی که به درستی به عمل آورده نشود، از دست بدهد. پس از فروپاشی سه سقف، متشکل از تیرهای بتنی پیش ساخته که با استفاده از سیمان با آلومینای بالا ساخته شده بودند، استفاده از این سیمان در سال ۱۹۷۶ در انگلستان ممنوع شد. تحقیقات بعدی این موضوع نشان داد که تیرها به درستی ساخته نشده‌اند، اما ممنوعیت باقی مانده‌است.

### سولفات‌ها
سولفات ها (SO4) در خاک یا در آب‌های زیرزمینی، در صورتی که غلظت آن کافی باشد، می‌تواند با سیمان پرتلند در بتن واکنش نشان دهد و موجب تشکیل محصولاتی نظیر اترینگایت یا تائوماسیت که افزایش حجم می‌دهند شود و می‌تواند منجر به شکست زودهنگام سازه شود. بیشترین حمله از این نوع بر روی دال‌های بتنی و دیواره‌های شالوده در درجات مختلف بسته به غلظت یون سولفات است زیرا که در آن‌ها غلظت یون سولفات، از طریق تر و خشک شدن متناوب، می‌تواند افزایش یابد. با افزایش غلظت یون سولفات، حمله به سیمان پرتلند آغاز می‌شود. برای سازه‌های مدفون در خاک مانند لوله‌ها، این نوع حمله بسیار نادر است، به ویژه در شرق ایالات متحده. افزایش غلظت یون سولفات در توده خاک بسیار آهسته‌تر می‌شود و به ویژه به مقدار اولیه سولفات‌ها در خاک محل پروژه بستگی دارد. . تجزیه شیمیایی نمونه حفاری خاک برای بررسی حضور سولفات‌ها در خاک محل پروژه باید در مرحله طراحی هر پروژه ای که بتن در تماس با خاک قرار دارد انجام شود. اگر نتایج. تجزیه شیمیایی نمونه حفاری خاک محل پروژه نشان دهد که غلظت یون سولفات در حد تهاجمی باشند، می‌توان از انواع پوشش‌های محافظ مختلف استفاده کرد. همچنین براساس ASTM C150، سیمان پرتلند نوع ۵ می‌تواند در تهیه مخلوط بتن مورد استفاده قرار گیرد. این نوع سیمان به‌طور خاص برای مقاومت درمقابل حمله سولفات‌ها طراحی شده‌است.